# أنجيلو سكولا
أنجيلو سكولا (بالإيطالية: Angelo Scola) هو عالم عقيدة إيطالي، ولد في 7 نوفمبر 1941 في Malgrate ‏ في إيطاليا.

## وصلات خارجية
- الموقع الرسمي
- أنجيلو سكولا على موقع مونزينجر (الألمانية)